# Кіпешка
Кіпешка (рум. Chipeșca) — село у Шолданештському районі Молдови. Утворює окрему комуну.

## Населення
За даними перепису населення 2004 року у селі проживали 1645 осіб.
Національний склад населення села:
| Національність       | Кількість осіб | Відсоток |
| -------------------- | -------------- | -------- |
| молдавани            | 1635           | 99,4%    |
| українці             | 4              | 0,2%     |
| росіяни              | 4              | 0,2%     |
| болгари              | 1              | 0,1%     |
| інша / без відповіді | 1              | 0,1%     |
| Всього               | 1645           | 100%     |